# Godafton vackra mask
Godafton vackra mask är en kuplett från 1935 med text av Karl Gerhard och musik av Jules Sylvain.
Godafton vackra mask var vad en av de sammansvurna sade till kung Gustav III strax innan Jacob Johan Anckarström sköt honom.